# Maska bitowa
Maska bitowa – słowo o długości odpowiadającej maskowanemu słowu (zwykle 8-, 16-, 32-bitowe). Stosuje się ją przy programowaniu w asemblerze (rzadziej w innych językach programowania), jako maska podsieci i wszędzie tam, gdzie zachodzi potrzeba zmiany wyłącznie określonych bitów. 
Do nakładania maski używa się operatorów bitowych, takich jak AND, OR, XOR. Dla lepszego zrozumienia działania tych operatorów przy maskowaniu można posłużyć się tablicą prawdy dla danego operatora.

## Przykład 1
Zadanie: w słowie ośmiobitowym wyzerować 2 najmłodsze bity.
Rozwiązanie: należy użyć operatora AND (iloczyn) i maski bitowej 11111100.
```
słowo
: 10010111
maska: 11111100
wynik: 10010100
```

Opis: iloczyn dowolnej wartości z zerem daje zero, zaś iloczyn dowolnej wartości logicznej z jedynką daje tę samą wartość, tak jak przy standardowym mnożeniu (np. 5×0=0, 7×1=7). Odpowiadające sobie bity maski i słowa są przez siebie wymnażane, każdy z osobna. Te bity słowa, które zostały wymnożone przez 0 zostają wyzerowane, reszta jest nienaruszona.

## Przykład 2
Zadanie: w słowie ośmiobitowym ustawić 2 najstarsze bity.
Rozwiązanie: należy użyć operatora OR (suma) i maski bitowej 11000000.
```
słowo
: 10010111
maska: 11000000
wynik: 11010111
```

Opis: dodając zero do jakiejkolwiek wartości uzyskuje się tę samą wartość. Sumując dowolny bit z jedynką otrzyma się 1.

## Przykład 3
Zadanie: w słowie ośmiobitowym zanegować 2 skrajne bity.
Rozwiązanie: należy użyć operatora XOR i maski bitowej 10000001.
```
słowo
: 10010110
maska: 10000001
wynik: 00010111
```

Opis: tym razem do rozwiązania zadania służy alternatywa wykluczająca, czyli XOR. Jeśli bit zostanie zamaskowany bitem o wartości 0, pozostanie niezmieniony.